# 亀井光政

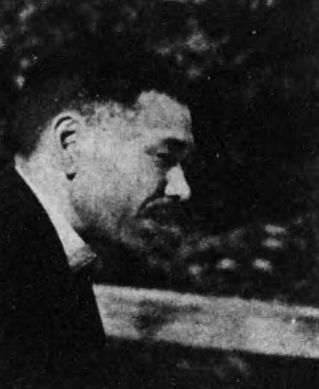
亀井光政

亀井 光政（かめい みつまさ、1882年（明治15年）1月14日 - 1946年（昭和21年）5月6日）は、明治末から大正期の内務官僚、警察官僚。官選沖縄県知事。旧姓は加村。

## 経歴
熊本県熊本区薬園町（現熊本市中央区薬園町）出身。加村照政の二男として生まれた。第五高等学校を首席で卒業。1906年（明治39年）東京帝国大学法科大学政治学科を卒業。1907年（明治40年）11月、文官高等試験行政科試験に合格。1908年（明治41年）内務省に入省し山口県属となる。1909年（明治42年）6月7日、内務官僚亀井英三郎との養子縁組を届け出る。1911年（明治44年）8月30日に英三郎の長女、都留と結婚。
以後、長野県事務官、兵庫県事務官、青森県事務官・警察部長、鳥取県警察部長、茨城県警察部長、徳島県内務部長、福島県内務部長などを歴任。
1924年（大正13年）6月24日、沖縄県知事に就任。当時の沖縄は「ソテツ地獄」と呼ばれる経済不況にあえいでおり、その対策に尽力。一方、県政界は政友本党系と憲政会系に二分され混乱をもたらすことが多かった。1925年（大正14年）の通常県会では一般予算が大削減され亀井は原案執行を行った。1926年（大正15年）9月28日、知事を休職となった。

## 親族
- 妻 亀井都留（養父・亀井英三郎の長女）[4]
- 新井忠雄（息子の妻の曽祖父）[1]